# 特种设备
特种设备（英语：Special Equipment），在中华人民共和国指涉及生命安全、危险性较大专业性设备，包括：锅炉、压力容器、压力管道（含气瓶）、电梯、起重机械、客运索道、大型游乐设施和厂区内的机动车辆（例如：叉车、挖掘机）等。特种设备因其特殊性和危险性，应严格落实安全管理制度，实行严格的检验检疫制度并加强对生产企业的管控，一般需要专业的生产资质才可以生产，同时，生产和使用单位需要严格落实维修保养制度，确保使用和维修安全，特种设备的操作人员和维修人员一般需要经过专业的培训和考核，取得相应的资格证后持证上岗。

## 锅炉

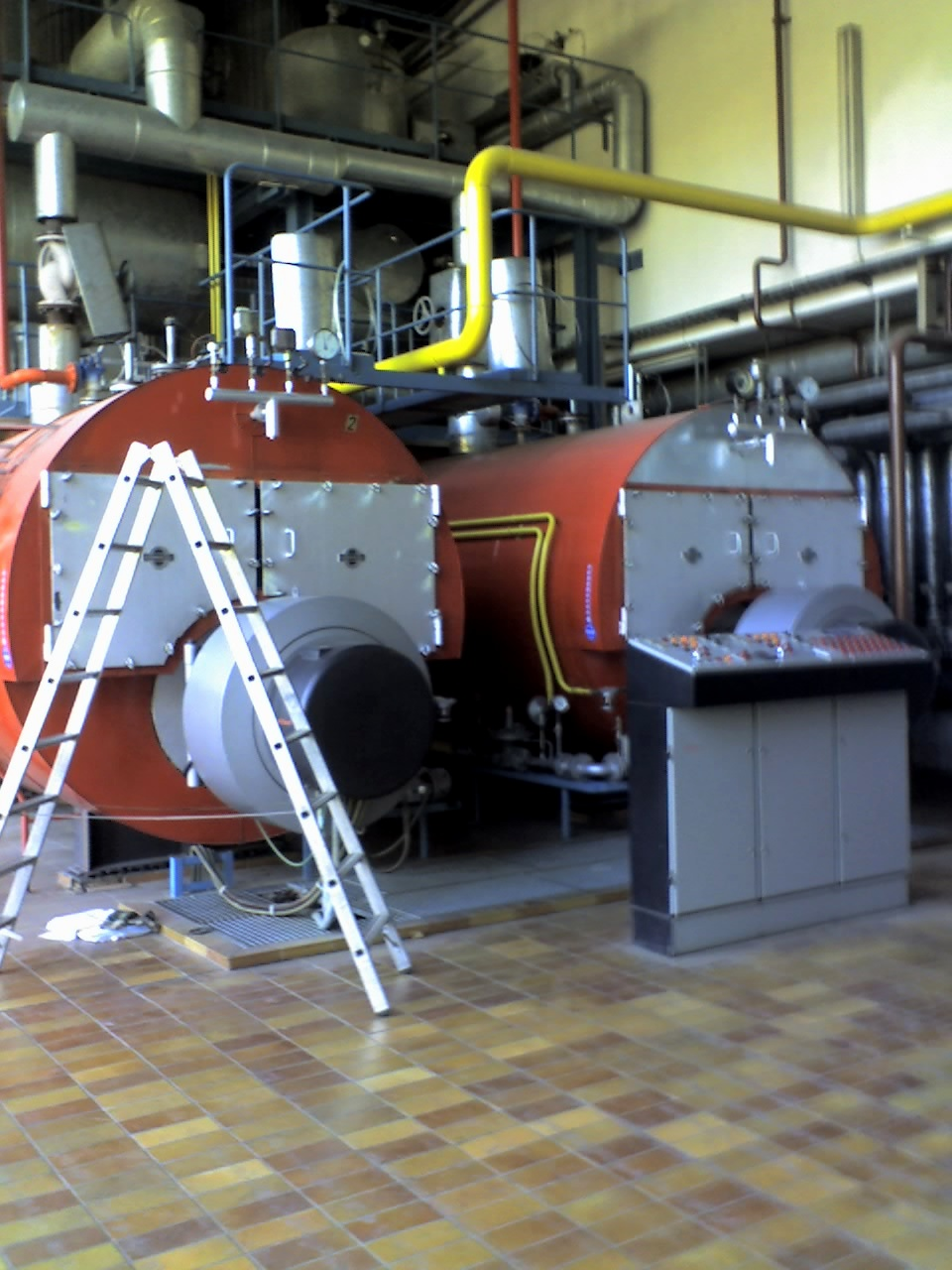
锅炉

锅炉（英语：Boiler），是指利用各种燃料、电或者其他能源，将所盛装的液体加热到一定的参数，并通过对外输出介质的形式提供热能的设备，其范围规定为设计正常水位容积大于或者等于30L，且额定蒸汽压力大于或者等于0.1MPa（表压）的承压蒸汽锅炉；出口水压大于或者等于0.1MPa（表压），且额定功率大于或者等于0.1MW的承压热水锅炉；额定功率大于或者等于0.1MW的有机热载体锅炉
。锅炉常在热力发电厂或其他工业、民用生产中使用。
锅炉有多种分类方法，根据使用用途可以分为：电站锅炉和工业锅炉；根据工作压力可分为：超临界压力锅炉、亚临界压力锅炉、超高压锅炉、高压锅炉、中压锅炉和低压锅炉等。
锅炉一般有“锅”和“炉”以及配套附件、自控装置、附属设备等部分组成。其中，锅主要包括：锅筒（或锅壳）、水冷壁、过热器、省煤器等；炉主要包括：燃烧设备和炉墙等，其主要空间为将化学能转化为热能以及排烟的炉膛和烟道。

## 压力管道

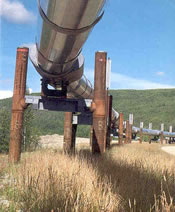
输油管道

压力管道，是指利用一定的压力，用于输送气体或者液体的管状设备，其范围规定为最高工作压力大于或者等于0.1MPa（表压），介质为气体、液化气体、蒸汽或者可燃、易爆、有毒、有腐蚀性、最高工作温度高于或者等于标准沸点的液体，且公称直径大于或者等于50mm的管道。公称直径小于150mm，且其最高工作压力小于1.6MPa（表压）的输送无毒、不可燃、无腐蚀性气体的管道和设备本体所属管道（如：市政自来水管道、排污水管等）除外。
典型压力管道有：输油管道、天然气输气管道（如西气东输工程）、市政煤气管道和输送其他种类危险化学品（例如氯气、光气、氨等有毒气体）的管道等。

## 压力容器

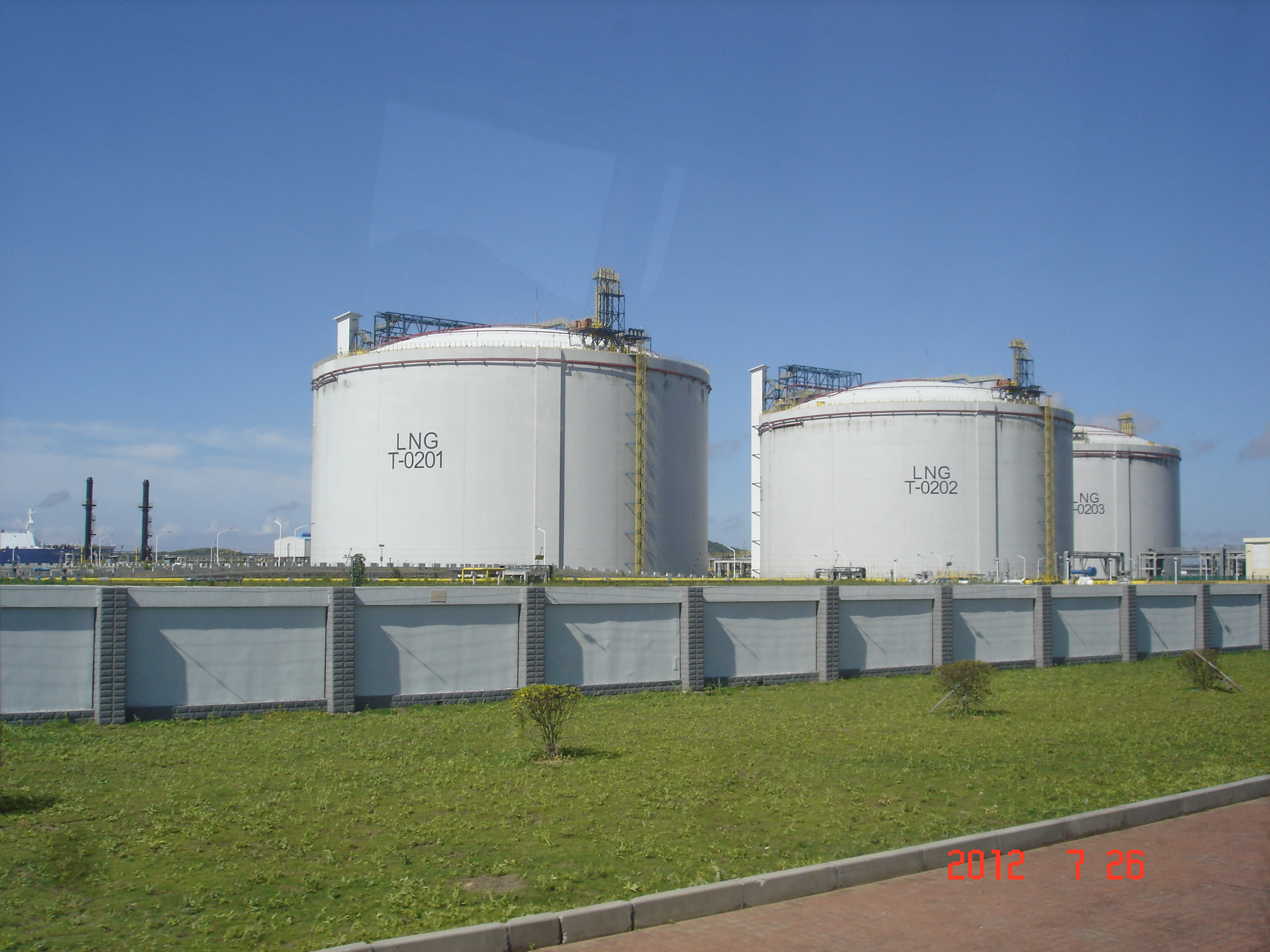
大型压力容器—LNG储罐

压力容器（英语：Pressure Vessels），是指盛装气体或者液体，承载一定压力的密闭设备，其范围规定为最高工作压力大于或者等于0.1MPa（表压）的气体、液化气体和最高工作温度高于或者等于标准沸点的液体、容积大于或者等于30L且内直径(非圆形截面指截面内边界最大几何尺寸)大于或者等于150mm的固定式容器和移动式容器；盛装公称工作压力大于或者等于0.2MPa（表压），且压力与容积的乘积大于或者等于1.0MPa•L的气体、液化气体和标准沸点等于或者低于60℃液体的气瓶；氧舱。
压力容器在设计、选材、结构以及其他制造工艺上均有严格的技术要求。压力容器通常由筒体、封头（又称“端盖”）、法兰、密封元件、开孔于连接管、附件（包括液位计、流量计、安全阀）和支座等部分组成。

## 起重机械
起重机械，是指用于垂直升降或者垂直升降并水平移动重物的机电设备，其范围规定为额定起重量大于或者等于0.5t的升降机；额定起重量大于或者等于3t（或额定起重力矩大于或者等于40t·m的塔式起重机，或生产率大于或者等于300t/h的装卸桥），且提升高度大于或者等于2m的起重机；层数大于或者等于2层的机械式停车设备。
起重机械可分为：轻小型起重设备，如“千斤顶”、绞车、电葫芦等；升降机；起重机（英语：Crane）又可分为：桥架类型起重机，如：门式起重机暨通常俗称的“龙门吊”和桥式起重机暨通常所称的“天车”等，以及臂架类型起重机，如：塔式起重机暨俗称的“大吊车（上海话）”或“塔吊”；常用于港口的门座式起重机等。

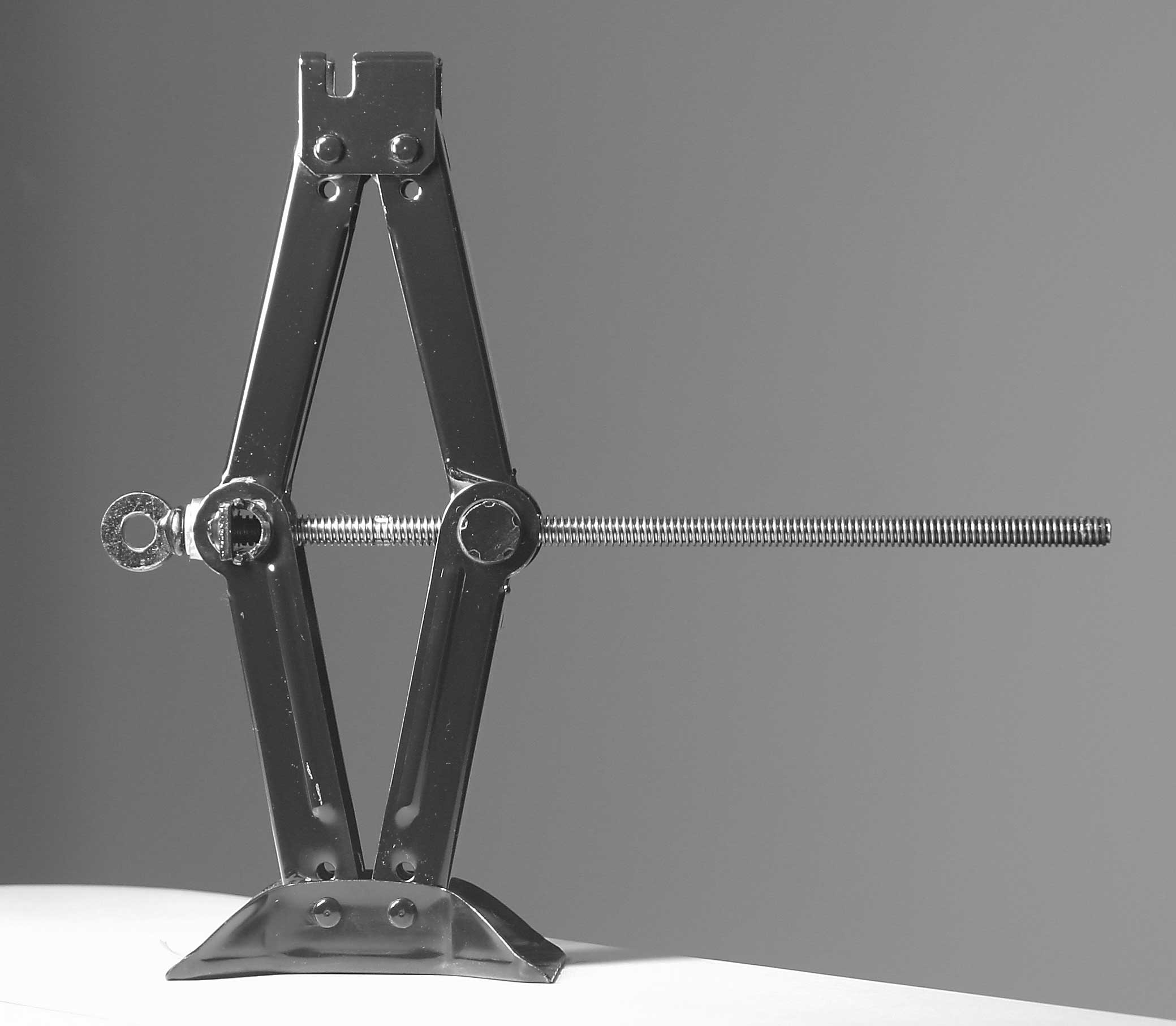
千斤顶
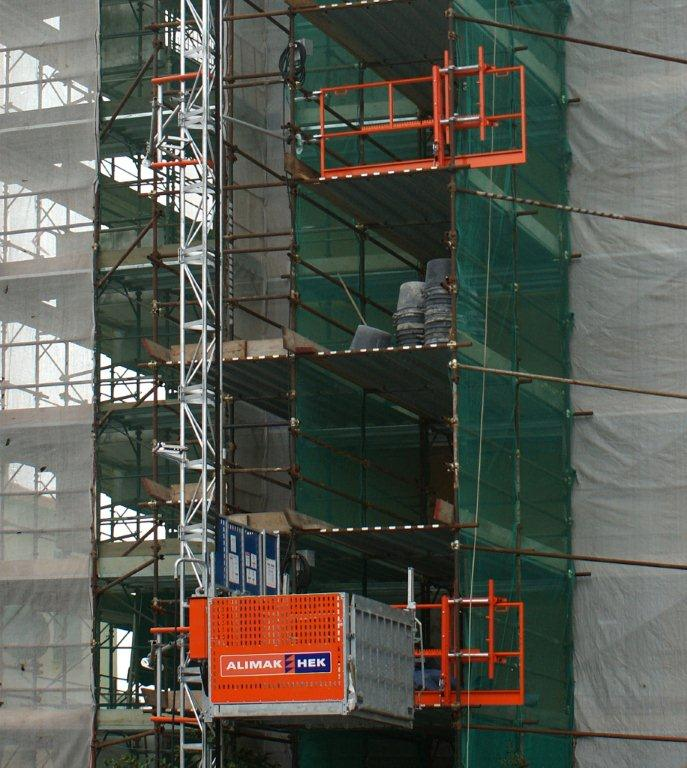
升降机
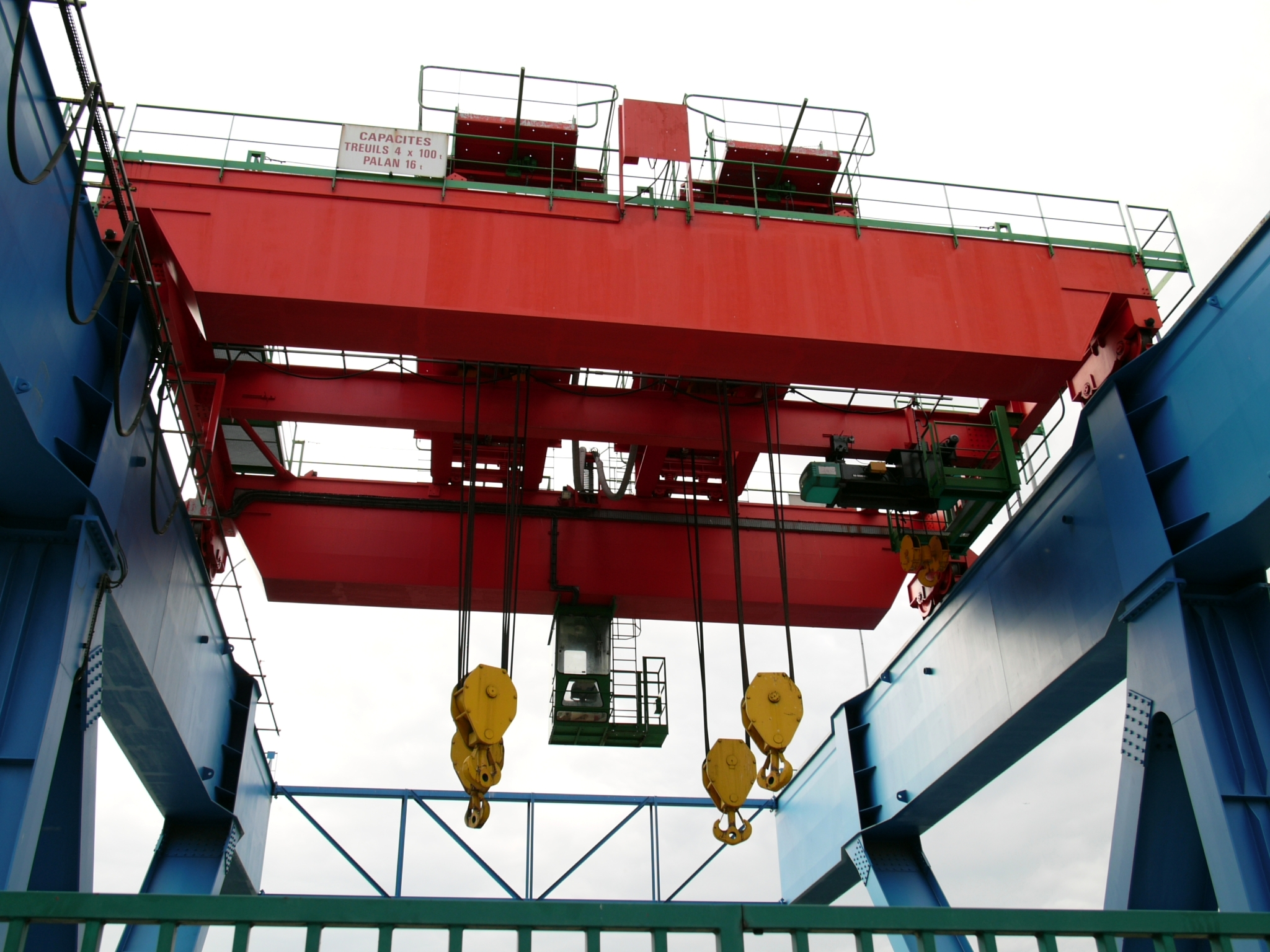
桥式起重机
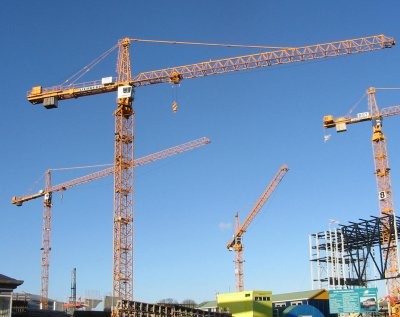
塔式起重机
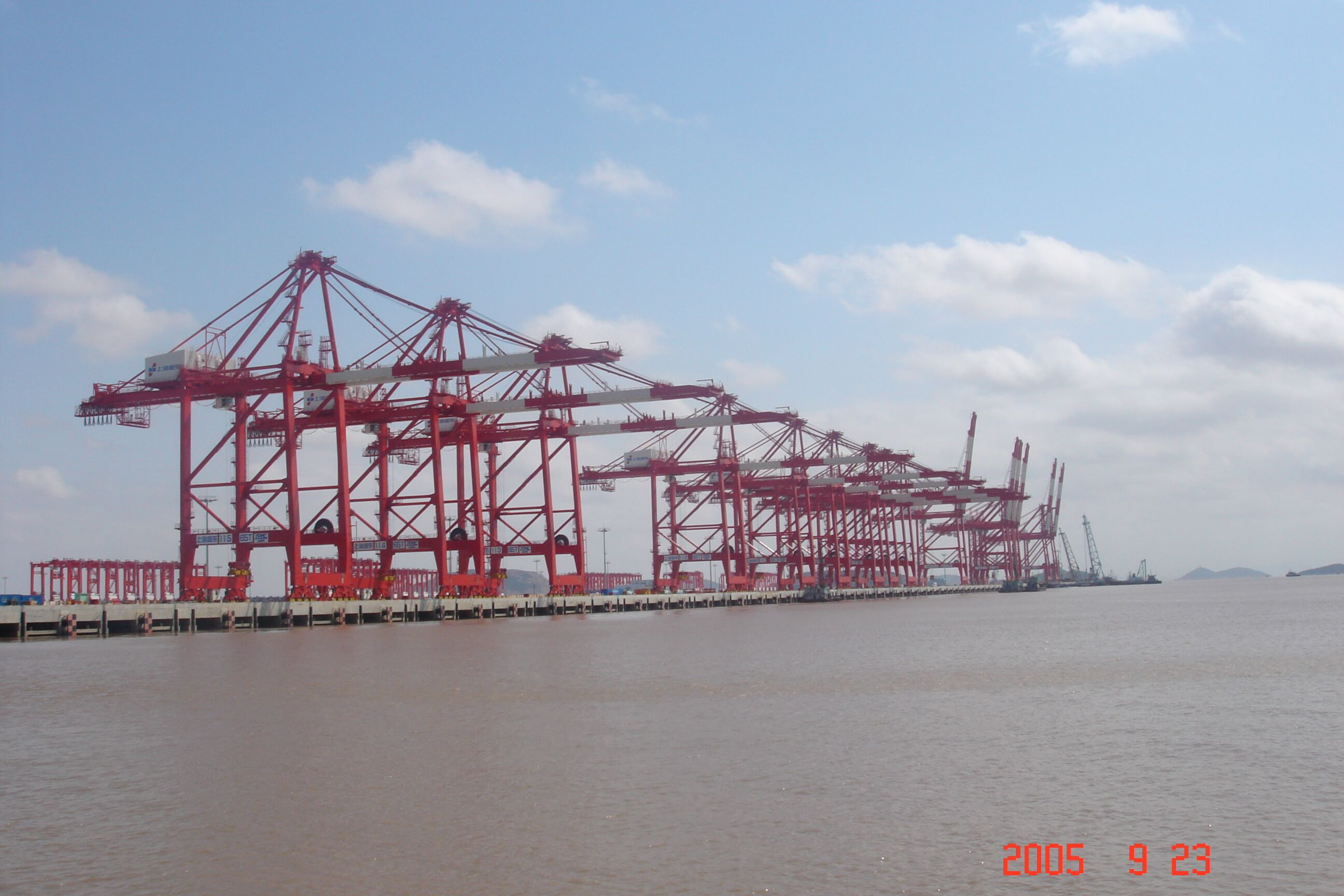
门式起重机

## 其他
电梯、客运索道、大型游乐设施以及厂（场）内机动车辆等，也属于特种设备，均应按照特种设备要求予以严格管理，加强安全检查，定期进行检验和维修保养，操作人员应按要求持证上岗。

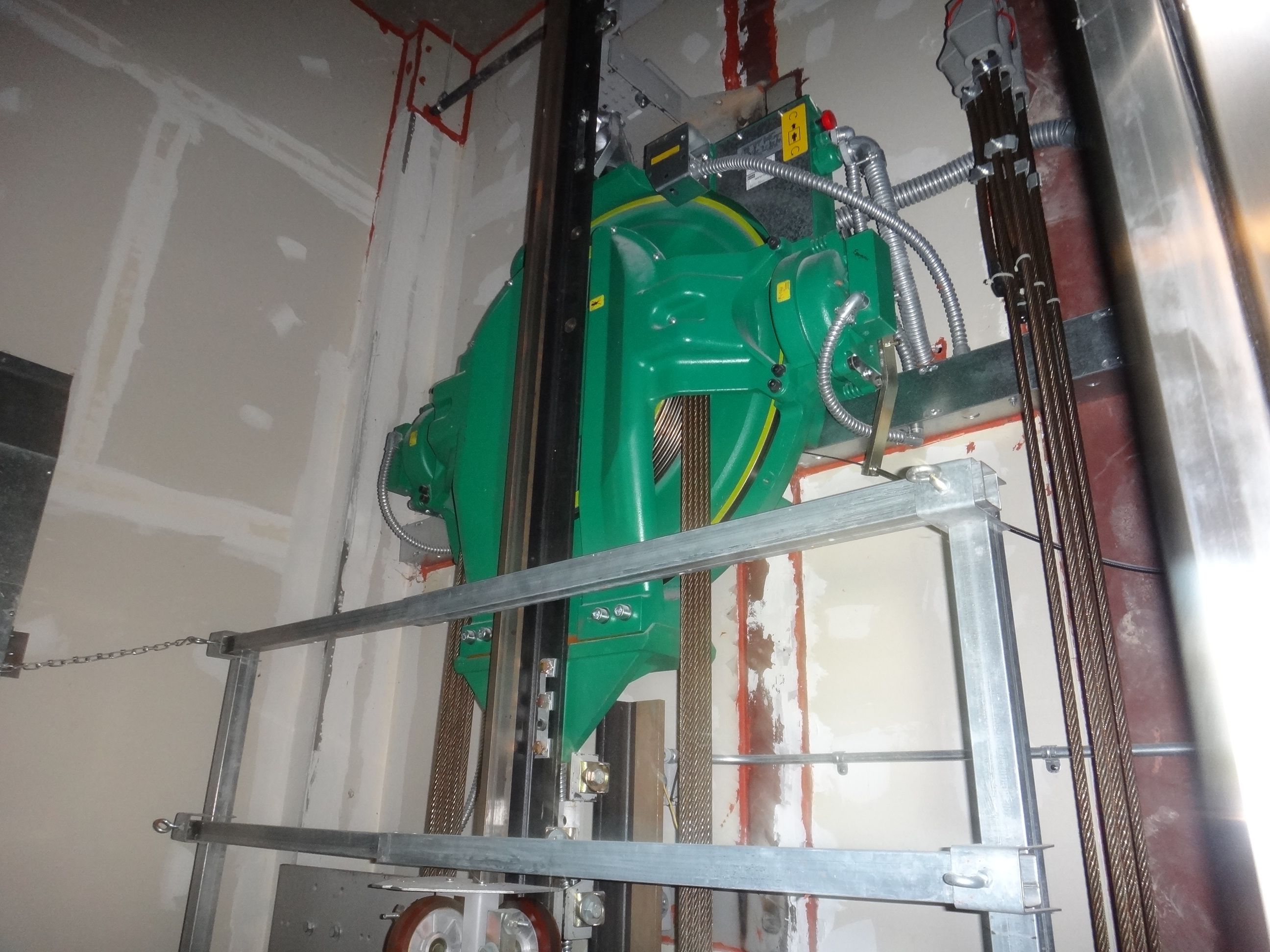
电梯的驱动装置
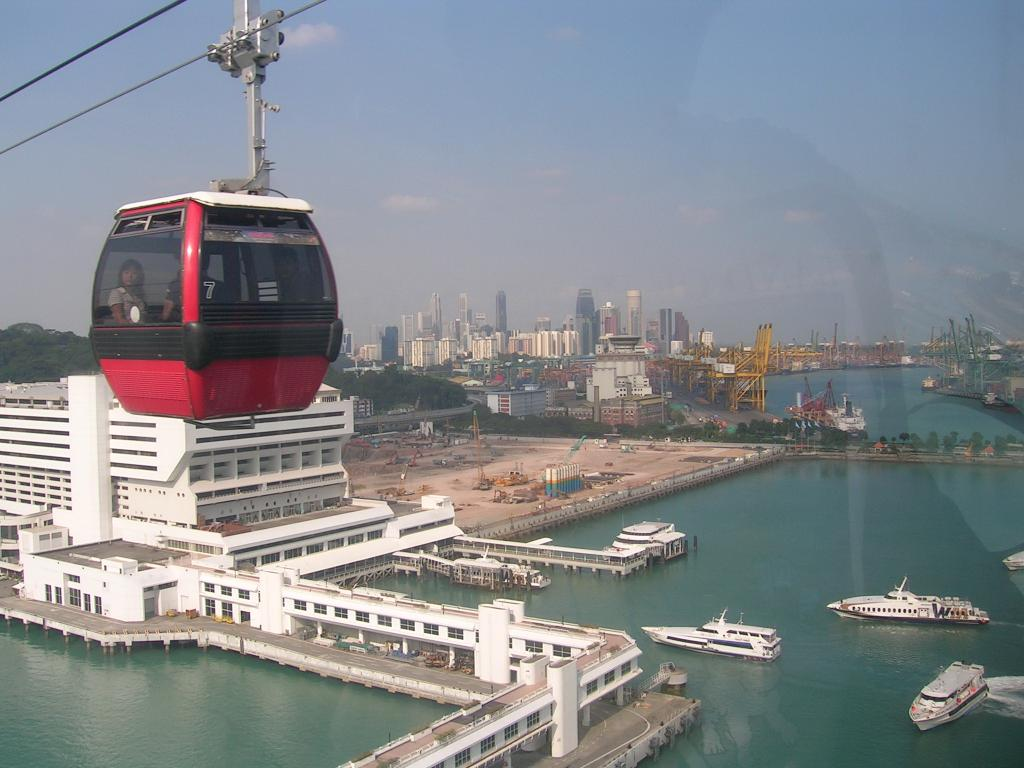
客运索道
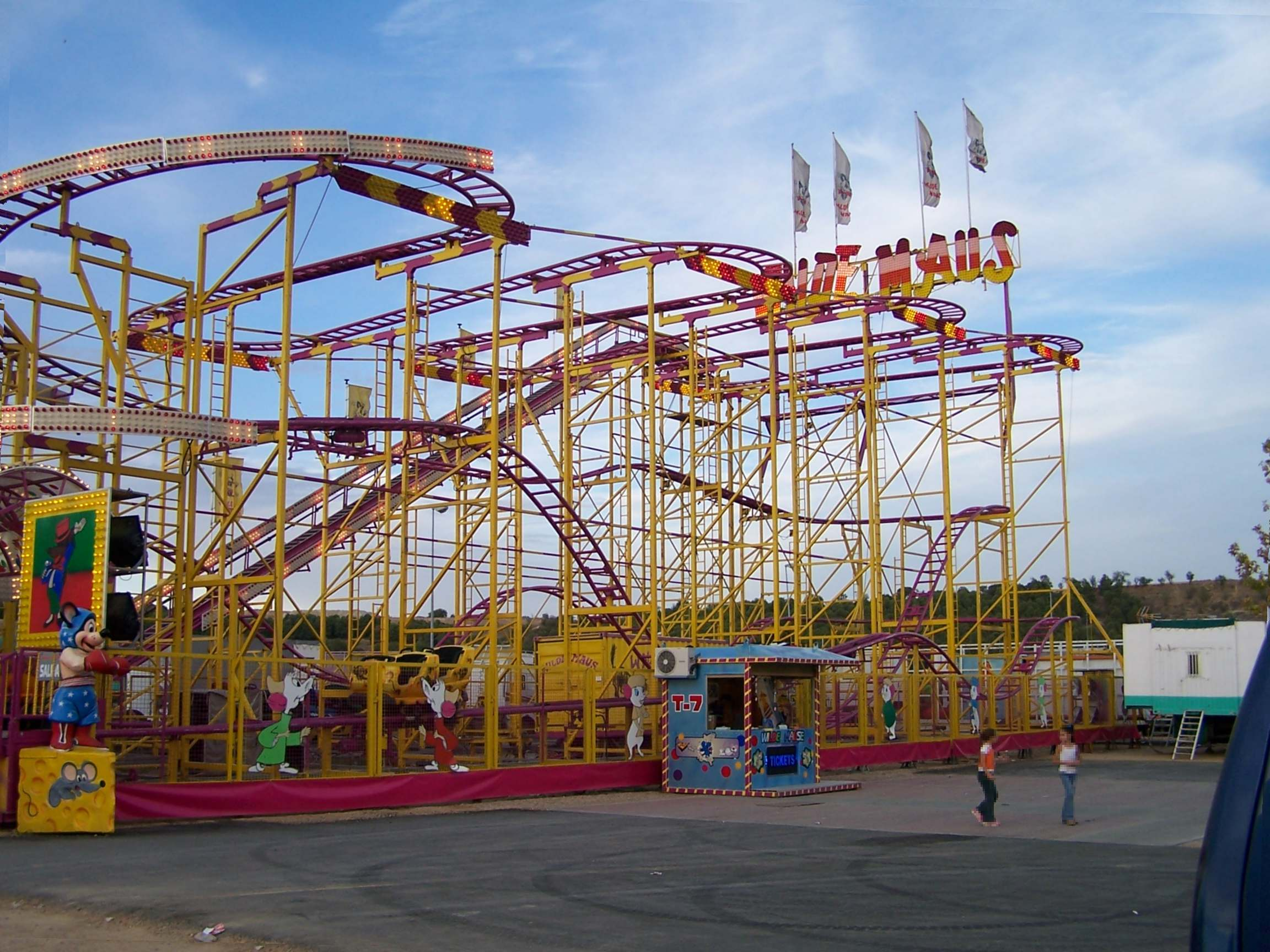
大型游乐设施：云霄飞车
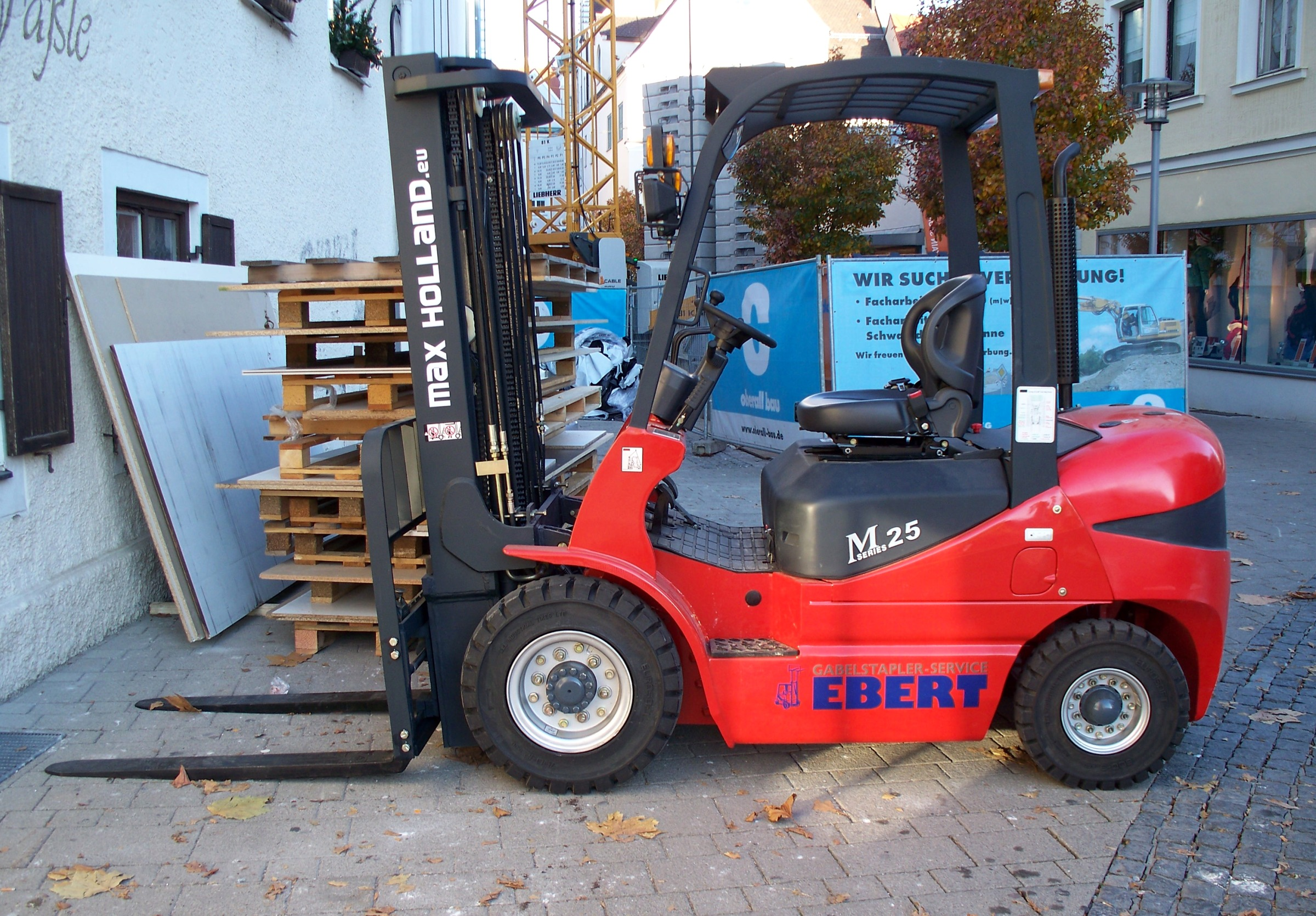
厂（场）内机动车辆：叉车
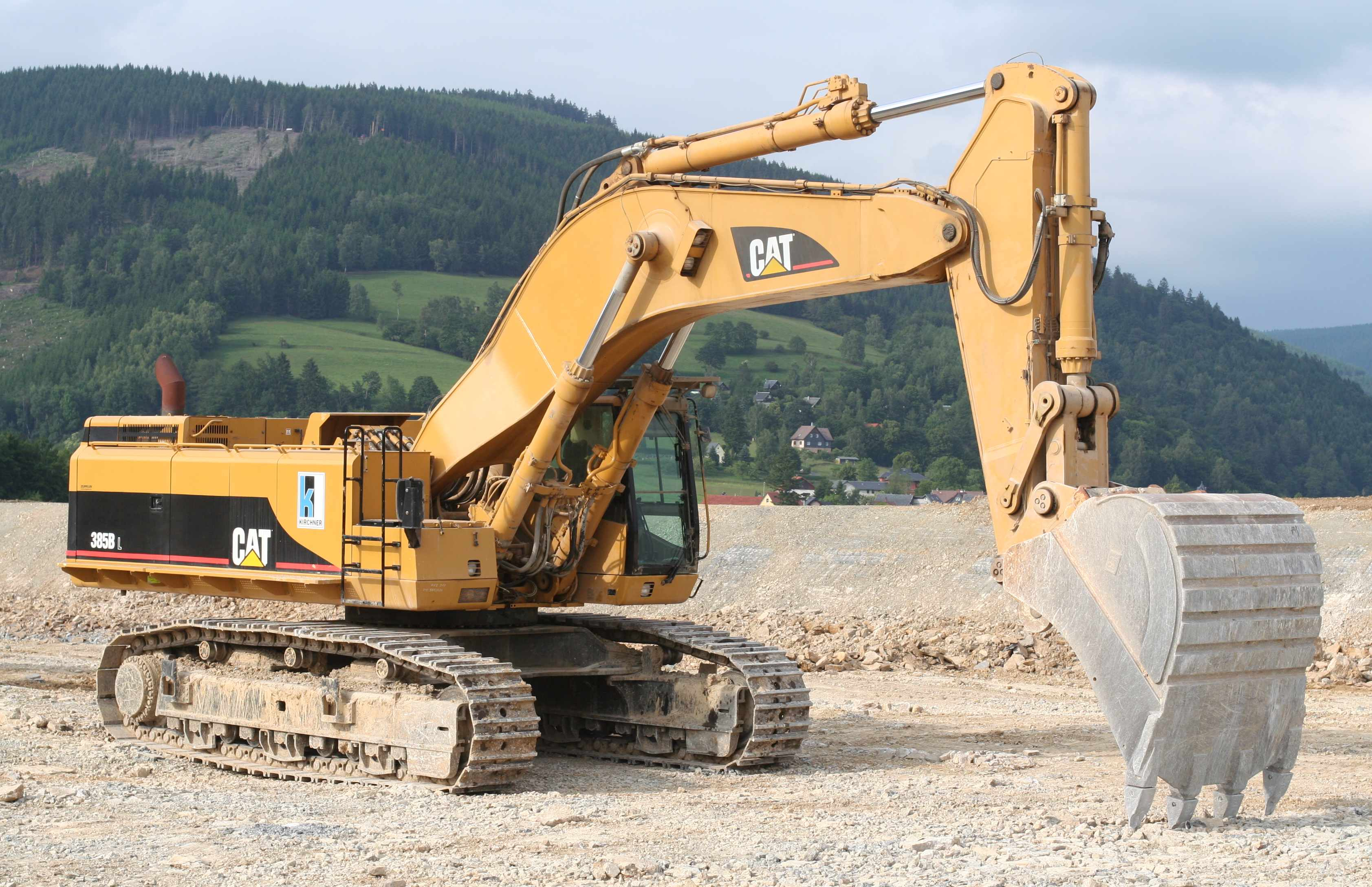
厂（场）内机动车辆：大型挖掘机